# Mesivta
 (janvier 2025).

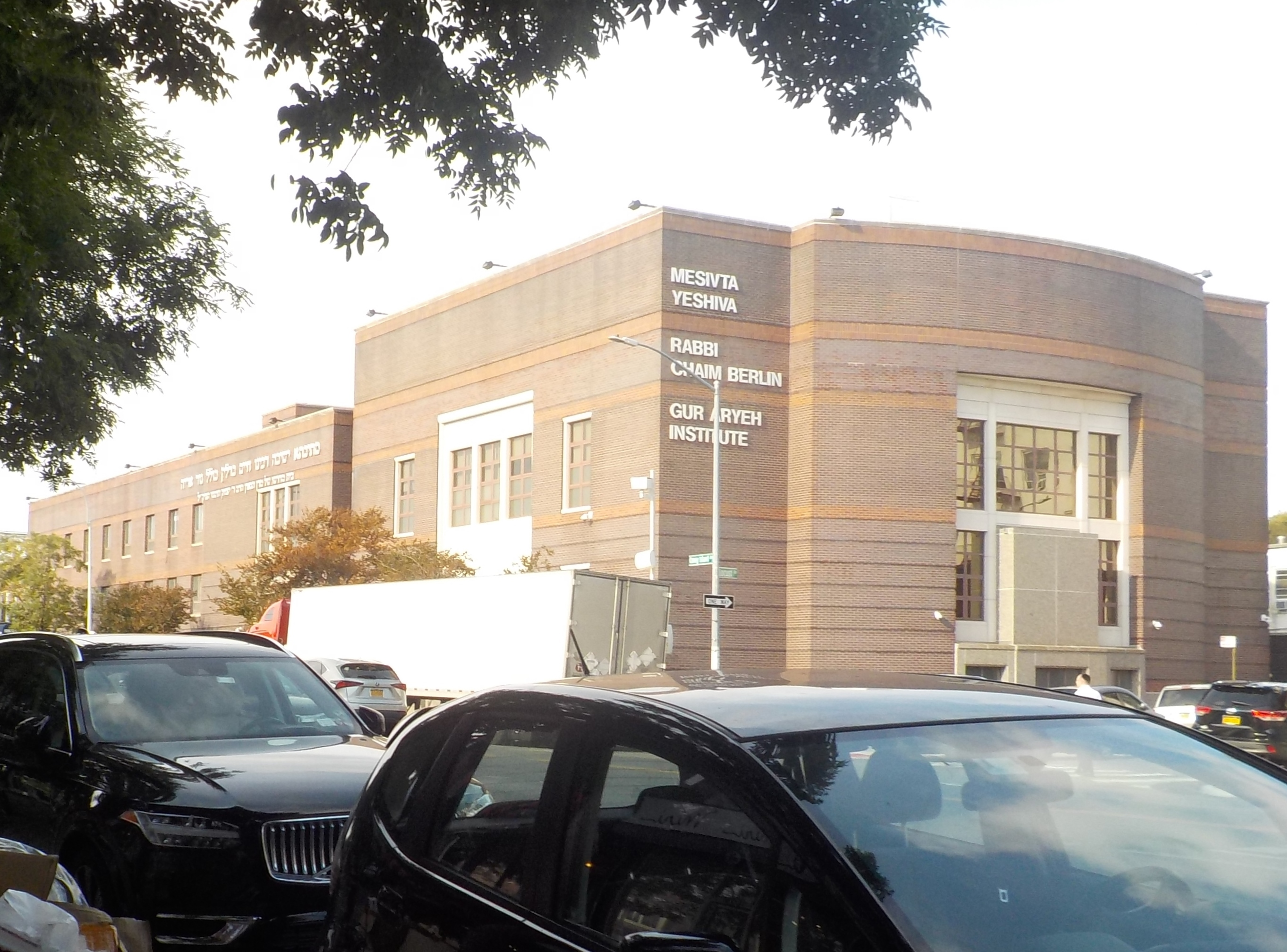
Yeshiva Mesivta à Brooklyn (New-York).

Mesivta (araméen: מתיבתא, "académie") est une école secondaire et yechiva, dans le judaïsme orthodoxe. Aux États-Unis, le nom est utilisé pour une yechiva offrant l'enseignement du Talmud, en dehors du programme régulier de matières séculaires, durant les 4 dernières années de High School (grades 9 à 12 inclus),. L'équivalent en Israël est la 
Yechiva Ketana (hébreu : ישיבה קטנה, lit. "petite yechiva") ou Yechiva Tichonit (ישיבה תיכונית, "yechiva High School")[réf. souhaitée].

## Histoire

### Époques du Talmud et des Gueonim
Le nom de Mesivta apparait dans le Talmud pour décrire une yechiva de sages. Abba Arika (Rav (Amora) étudie dans la Mesivta de Sepphoris, sous la direction de Juda Hanassi, de son fils et de son petit-fils.